# Юинг, Морис
Уильям Морис Юинг (англ. William Maurice "Doc" Ewing; 12 мая 1906, Локни, Техас — 4 мая 1974, Галвестон, Техас) — американский геофизик и океанограф. Профессор Колумбийского университета (1947—1972), член НАН США (1948) и Американского философского общества (1959), иностранный член Лондонского королевского общества (1972). Удостоен Национальной научной медали (1973) и целого ряда других высокопрестижных и международных наград.

## Биография
Степени бакалавра с отличием по математике и физике (1926), магистра (1927) и доктора философии (1931) по физике получил в Университете Райса.
В 1930—1940 годах работал в Лихайском университете, затем вместе со своей исследовательской группой перебрался в Океанографический институт в Вудс-Хоуле (Woods Hole Oceanographic Institution). C 1944 года работал в Колумбийском университете: первоначально ассоциированный профессор, с 1947 года профессор геологии, а затем именной профессор геологии в 1959—1972 годах.
Основатель и первый директор Lamont–Doherty Earth Observatory (с 1949). В его честь было названо научно-исследовательское судно этого учреждения «RV Maurice Ewing».
С 1972 года работал в University of Texas Medical Branch.
Член НАН США (1948), Американской академии искусств и наук (1951) и Американского философского общества (1959). Фелло Американского геофизического союза (1962). В 1938, 1953 и 1955 годах являлся стипендиатом Гуггенхайма.
Почётный член Общества геофизиков-разведчиков (Society of Exploration Geophysicists, 1957), Американской ассоциации геологов-нефтяников (1968) и Canadian Society of Petroleum Geologists (1973). Иностранный член Геологического общества Лондона (1964) и Лондонского королевского общества (1972).
Являлся президентом Американского геофизического союза (1956—1959) и Seismological Society of America (1955—1957, вице-президент с 1952), вице-президентом Геологического общества Америки (1953—1956).
Принимал участие более чем в пятидесяти океанических экспедициях.
Автор более 340 научных работ.

## Награды
- Медаль Артура Л. Дэя Геологического общества Америки (1949)
- Медаль Александра Агассиза НАН США (1954)
- Navy Distinguished Public Service Award[англ.] (1955)
- William Bowie Medal[англ.] (1957), высшая награда Американского геофизического союза
- Премия Ветлесена (1960)
- Медаль Каллума Американского географического общества (1961)
- Премия Джона Карти НАН США (1963)
- Золотая медаль Королевского астрономического общества (1964), высшая награда этого общества
- Vega Medal[англ.], Swedish Society for Anthropology and Geography (1965)
- Sidney Powers Memorial Award[англ.], American Association of Petroleum Geologists (1968)
- Медаль Волластона (1969), высшая награда Геологического общества Лондона
- Национальная научная медаль (1973)
- Robert Earl McConnell Award, American Institute of Mining, Metallurgical, and Petroleum Engineers[англ.] (1973)
- Walter H. Bucher Medal[нем.] Американского геофизического союза (1974)
- Медаль Пенроуза (1974, посмертно), высшая научная награда Американского геологического общества